# 10284 Damienlemay
A 10284 Damienlemay (ideiglenes jelöléssel (10284) 1981 QY2) a Naprendszer kisbolygóövében található aszteroida. Henri Debehogne fedezte fel 1981. augusztus 24-én.

## Kapcsolódó szócikk
- Kisbolygók listája (10001–10500)